# Пешковы-Сабуровы
Пешковы-Сабуровы (в дореформенном написании — Пѣшковы-Сабуровы) — российский дворянский род, ответвление Сабуровых. Род Пешковых от мурзы Чета внесён в «Бархатную книгу».

## Происхождение и история рода
Согласно родословию, основателем рода Сабуровых был татарский мурза по имени Чет, который крестился в 1330 году под именем Захарии. Затем он стал основателем знаменитого Свято-Ипатьевского монастыря в Костроме. Эта версия имеет серьёзные хронологические проблемы. Вероятно, она имеет более позднее происхождение. По мнению С. Б. Веселовского, Захария был костромским боярином и жил во второй половине XIII века.
Род Пешковых-Сабуровых — ответвление рода родственного Годуновым рода Сабуровых. В Бархатной книге род Годуновых идёт после описи родов Сабуровых и Пешковых-Сабуровых. Начало ветви Пешковых положил один из сыновей основателя рода Сабуровых Фёдора Сабура, вологодский воевода Семён Пешко. Согласно родословной, у него было четверо сыновей: Константин, Дмитрий, Фёдор Муса и Даниил Чурка. Последний из них умер бездетным.
В 1550 году в царском указе «об испомещении под Москвою 1000 человек „лутчих слуг“» упоминались окольничий Семен Дмитреевич Пешков, живший в Костроме Михайло Михайлов сын Мусин Пешков Сабуров, живший в Галиче Петр Михайлов сын Пешков.
У Константина Семёновича Пешкова был сын Юрий и внук Иван, который умер бездетным. У Фёдора Семёновича был сын Михаил и два внука Михаил и Пётр, не давшие продолжения роду. У Дмитрия Семёновича было трое сыновей Иван, Семён и Никифор. Только у среднего был сын Дмитрий, который умер бездетным.
Таким образом, род Пешковых-Сабуровых просуществовал в течение четырёх поколений и угас в XVI веке.

## Поместья
Село Яковлевское Плёсское уезда — было пожаловано Иваном III Семёну Фёдоровичу за верную службу. По его духовной грамоте после его смерти в 1484 году оно перешло в собственность младшего сына Данилы Семёновича. Он умер бездетным и оставил село своей вдове Феодоре. В 1497 году братья Данилы, Дмитрий и Федор, выкупили у неё село. Дмитрий взял себе село с двумя деревнями, а Федор стал владельцем одиннадцати деревень за рекой Шачей. В 1523 году владельцем Яковлевского становится Семён Дмитриевич. После его смерти в 1561 году его имущество, в том числе село Яковлевское с 11 деревнями и 1 починком, а также село Лещёвское с 9 деревнями, перешло в собственность Ипатьевского монастыря.

## Известные представители
- Семён Фёдорович Пешко Сабуров — костромской землевладелец, боярин великой княгини Марии Ярославны, а затем углицкого князя Андрея Васильевича Большого. В 1468, 1471 и 1477 годах упоминается как воевода вологодского князя Андрея Меньшого. Во главе его войска участвовал в первом казанском походе 1467—1469 гг. Умер около 1484 года.
  - Дмитрий Семёнович Пешков-Сабуров — боярин, дворецкий (дворский). В 1495 году в последнем качестве сопровождал в Литву великую княгиню Елену Ивановну для вступления в брак с Александром Ягеллоном.
    - Семён Дмитриевич Пешков-Сабуров — окольничий Ивана IV с 1550 года. Умер бездетным около 1561 года.
      - Дмитрий Семёнович Пешков-Сабуров. Умер бездетным при жизни отца.

    - Иван Дмитриевич Пешков-Сабуров
    - Никифор Дмитриевич Пешков-Сабуров. Умер бездетным.
    - Скимница Феодора (точное имя неизвестно). Была замужем за потомком византийских императоров Микулы Ангелова, приехавшего на Русь ко двору Ивана III. Мать келаря Троице-Сергиева монастыря Адриана Ангелова. После смерти Ангелова вышла замуж за князя Андрея Кураку Булгакова, родив в этом браке князей Григория Андреевича (ум. в 1595) и Ивана Андреевича Куракиных (Булгаковых) (ум. в 1567). Адриан и Григорий (по другим данным — Иван) были душеприказчиками Семёна Дмитриевича Пешкова-Сабурова[5].

  - Фёдор Семёнович Пешков-Сабуров — дворянин, воевода, окольничий Ивана III. Умер около 1519 года.
    - Михаил Фёдорович Мусин (Пешков-Сабуров)
      - Михаил Михайлович Мусин (Пешков-Сабуров). Умер бездетным.
      - Пётр Михайлович Мусин (Пешков-Сабуров)

  - Константин Семёнович Пешков-Сабуров
    - Юрий Константинович Пешков-Сабуров
      - Иван Юрьевич Пешков-Сабуров. Умер бездетным.

  - Даниил Чурка Семёнович Пешков-Сабуров. Умер бездетным.